# Movimento Branco

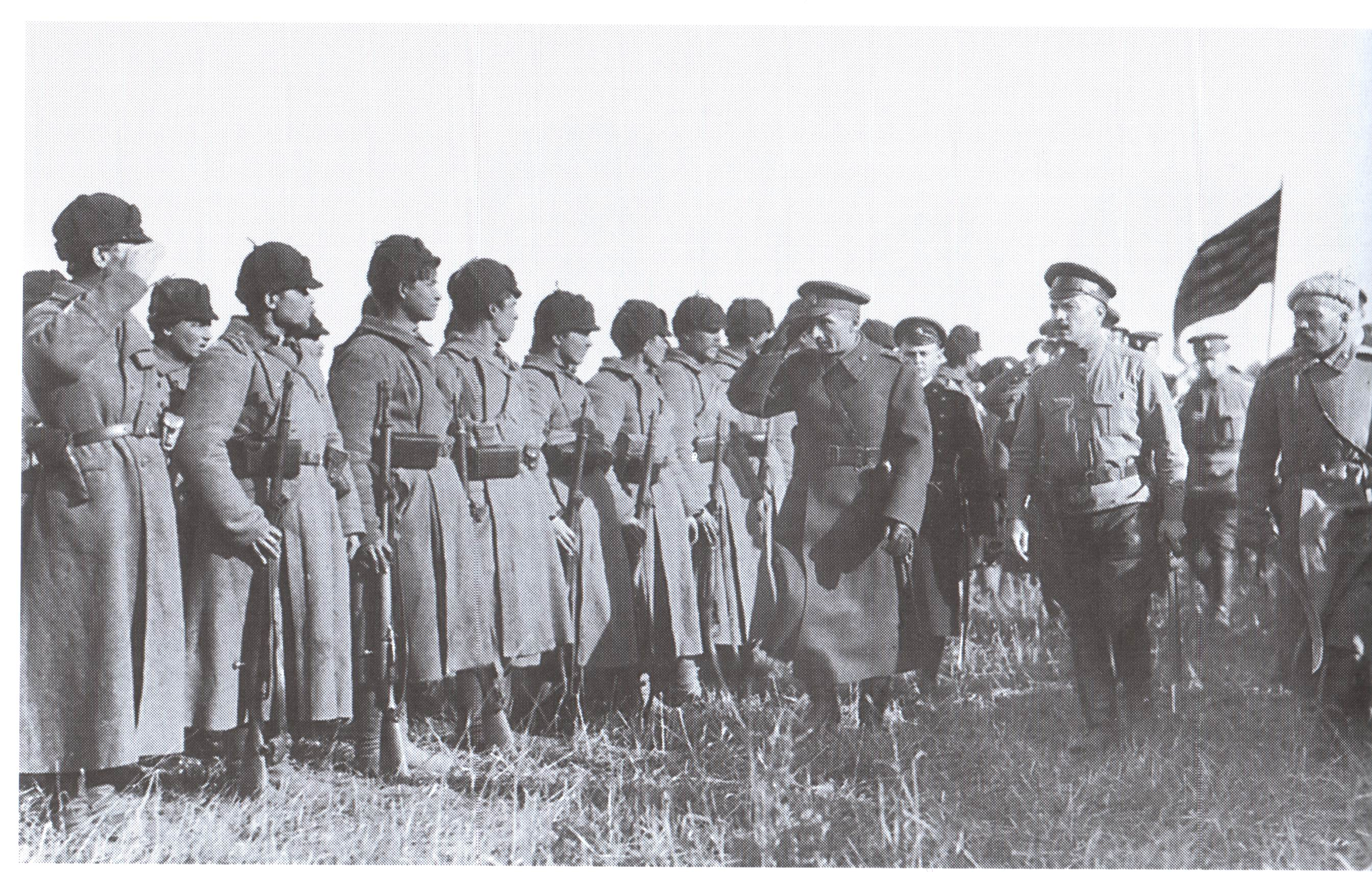
Aleksandr Kolchak revistando membros do exército branco.

O Movimento Branco, cujo braço militar é conhecido como Exército Branco (em russo:  Белая Армия) ou Guarda Branca (Белая Гвардия, белогвардейцы) e cujos membros eram conhecidos como brancos (Белые, ou Беляки) ou russos brancos (expressão que tem também outros significados), foi uma confederação (nominal) de organizações e grupos que atuavam na Rússia no começo do século XX, unindo movimentos, tanto políticos como militares, que se opuseram aos bolcheviques após a Revolução de Outubro e lutaram, durante a Guerra Civil Russa de 1918 a 1921, contra o Exército Vermelho, da mesma forma que o Exército Verde nacionalista, o Exército Negro anarquista e o Exército Azul separatista polonês.
A denominação branco tem dois significados:
- Primeiro, colocava-se em oposição aos vermelhos — o Exército Vermelho revolucionário que apoiava o Soviete Supremo e o comunismo.
- Segundo, a palavra branco tem associações monarquistas: historicamente, o primeiro monarca da Rússia unificada, Ivan III, foi denominado Albus Rex, ou "czar branco", e seus sucessores também eram chamados, solenemente, de "czar branco". Ademais, alguns dos soldados do Exército Branco usavam uniformes brancos da Rússia Imperial, e o ideal monarquista durante a guerra civil era conhecido como a ideia branca. Os russos chamados "brancos", são os que não têm ascendência mongol, povo que explorou por séculos os russos. O povo da Bielorrússia (Rússia Branca) tem olhos acinzentados, livre da miscigenação mongol.

Com a vitória comunista na Guerra Civil Russa, os membros do Movimento Branco que não morreram ou foram enviados para campos de trabalho acabaram optando, em sua maioria, por sair do país (Emigração branca). Alguns grupos, porém, continuaram a atuar na União Soviética, de forma clandestina, até 1989. Aqueles que se exilaram no exterior, adotaram uma linha liberal e conservadora, com muitos defendendo a restauração da Dinastia Romanov (na era pós dissolução da União Soviética), e outros defendendo uma república não autocrática.

## Estrutura e ideologia

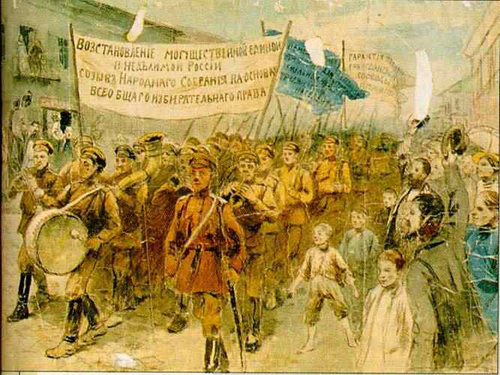
"Restauração de uma Rússia forte, unida e indivisível e a criação de uma assembleia popular baseada no sufrágio universal." Propaganda de 1919.

Além de considerarem-se anti-bolcheviques e russo patriotas, a maioria dos oficiais do Exército Branco não tinha uma visão ideológica claramente articulada. Entre os líderes do Exército Branco, nem o general Lavr Kornilov nem o general Denikin foram monarquistas. Por outro lado, o general Pyotr Nikolayevich Wrangel tinha simpatias monarquistas, mas, como ele deixou claro, estava disposto a servir um governo russo não-bolchevique, democraticamente eleito. De qualquer forma, embora muitos de seus funcionários detidos tivessem ideias monarquistas, o Exército Branco não foi um exército monarquista, embora, por vezes, é afirmado que ele o fosse. É verdade, porém, que o Exército Branco como um todo geralmente acreditava numa unida Rússia multinacional, contra separatistas que queriam criar os Estados-nação, no lugar do antigo Império Russo.
O Exército Branco também teve o apoio de outros movimentos políticos, incluindo os democratas, os sociais revolucionários, mencheviques e outros da oposição à Revolução de Outubro. Em outros momentos e em outros lugares, os mesmos grupos apoiaram, em vez disso, o Exército Vermelho.
O Exército Branco incluiu muitos ativos opositores dos bolcheviques (por exemplo, muitos cossacos) e cobriram uma variedade de voluntários e recrutas, a partir de nobres a camponeses.
Alguns líderes do movimento branco, particularmente o general Wrangel, formularam conceitos políticos com base na Rússia tradicionalista. Esses conceitos foram retomados e desenvolvidos após o final da guerra civil por pensadores como o russo Ivan Ilyin, que tinha muitas semelhanças com a Slavosofia. Isto tornou-se conhecido como a "Ideia Branca". Foi alegado que a "Ideia Branca" foi, de facto, desenvolvida após a guerra, ou simplesmente foi formulada após a guerra, num formato mais doutrinal. Nem todos os veteranos do Exército Branco foram simpáticos a ela, embora praticamente todos os veteranos (presidentes/comandantes) o fossem.
Sempre houve tendências monarquistas entre os veteranos do movimento, enquanto o republicanismo tornou-se raro. As políticas liberais de Alexander Kerensky e do seu governo social-democrata provisório foram largamente vistas como responsáveis pela preparação do país para a Revolução de Outubro. A revolução de fevereiro de 1917 aconteceu pois o povo russo estava insatisfeito com o governo do czar Nicolau II, e queriam retirá-lo do poder.
Houve também grupos independentes, como o Exército Verde, bem como o Exército Negro de Nestor Makhno, que se declararam ambos contra os "vermelhos" e os "brancos", embora ocasionalmente procurassem alianças de um lado e do outro.
Pelo fato de a Tríplice Entente, a Tríplice Aliança, e outras forças estrangeiras terem interferido na guerra civil russa e prestarem alguma assistência a algumas unidades do Exército Branco, os soviéticos acusavam os brancos de representarem os interesses das potências estrangeiras.
Por serem também antissemitas, muitos brancos desencadearam uma série de pogroms que causaram constrangimento no Ocidente. Winston Churchill advertiu pessoalmente o general Denikin que "a minha missão de ganhar apoio no Parlamento para a causa nacionalista russa será infinitamente mais difícil se bem-autenticadas denúncias continuassem a ser recebidas a partir de judeus na zona dos exércitos." No entanto, os avisos de Churchill foram ignorados e os pogroms continuaram.

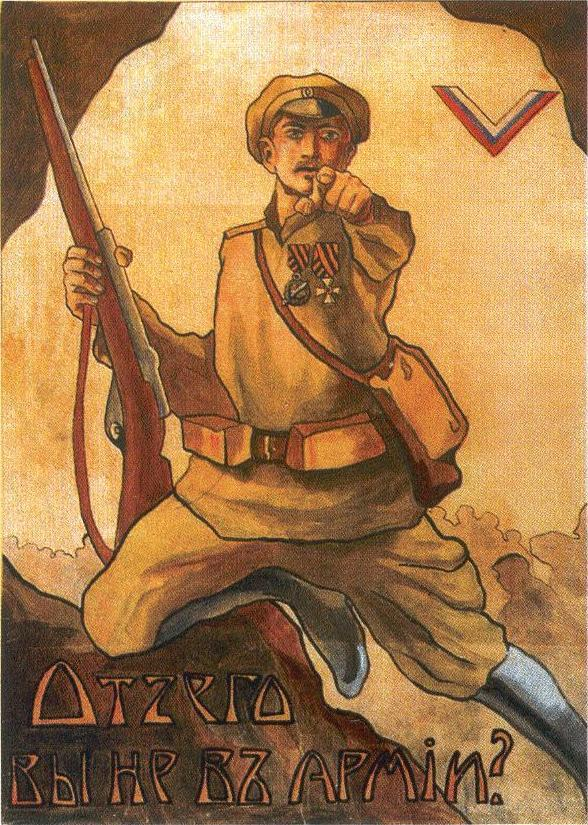
"Por que não está no exército?" Poster de recrutamento do Exército de Voluntários durante a Guerra Civil Russa. O exército de voluntários existiu de 1918 até 1920. A 1ª Divisão deste exército foi comandada por Anton Denikin.
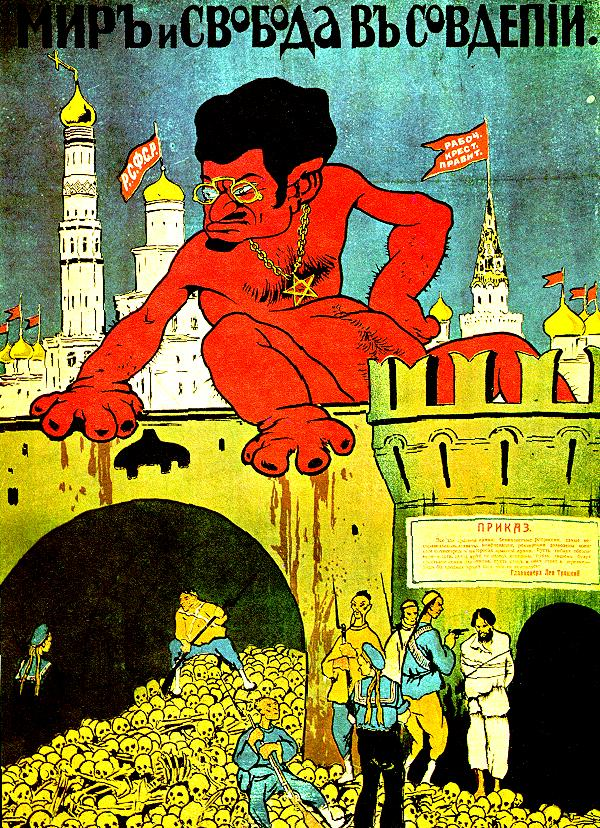
Cartaz de propaganda do Exército Branco (1919), que descreve Trotsky (criador do Exército Vermelho) como um gigantesco demônio. Soldados chineses (abaixo, usando tranças e uniformes azuis e dourados) que foram numerosos no Exército Vermelho, são retratados executando um prisioneiro e amontoando esqueletos.
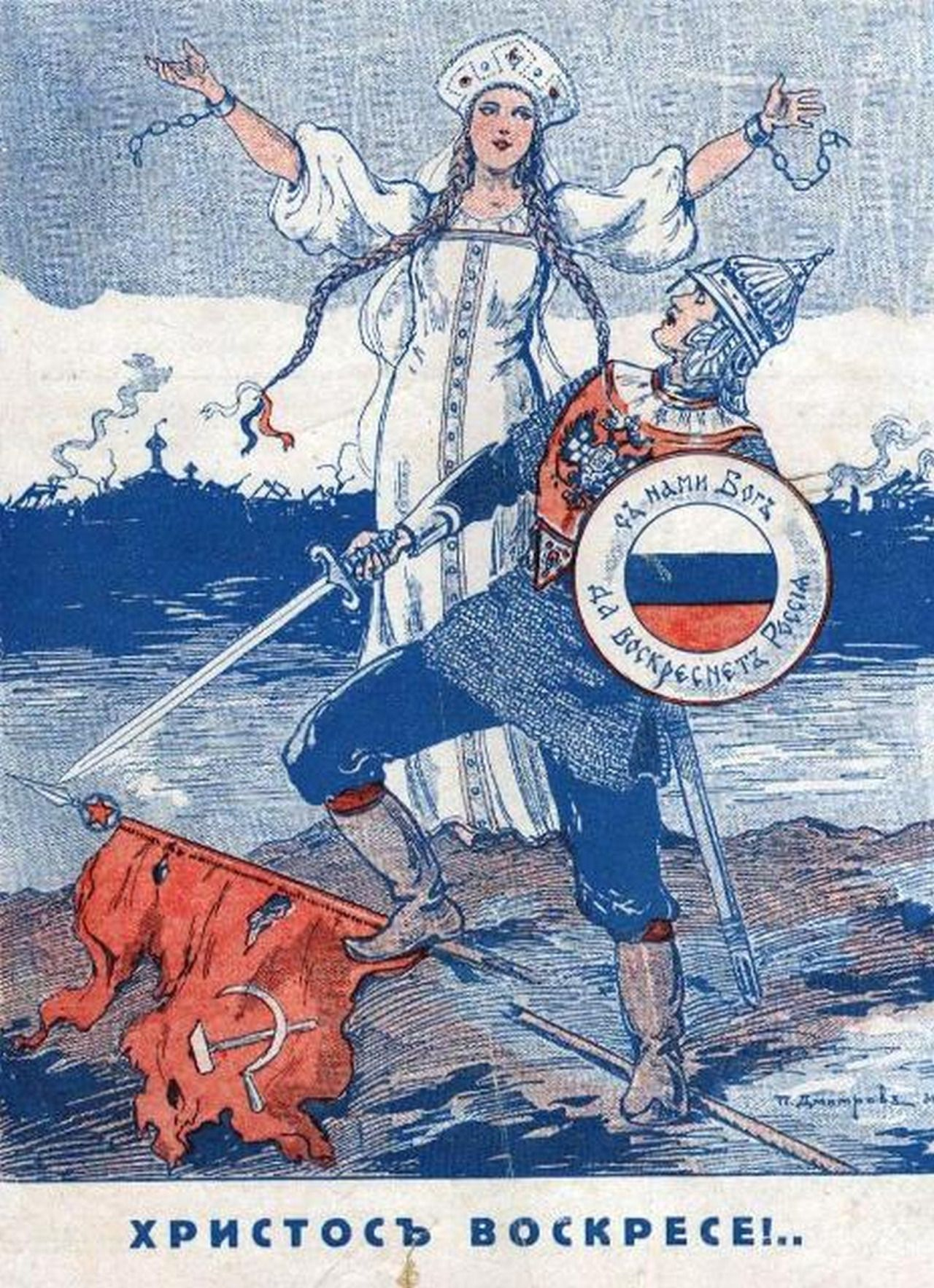
"Conosco Deus, pela ressurreição da Rússia!"Propaganda anticomunista do Exército Branco (c. 1932).

## Pós-guerra civil

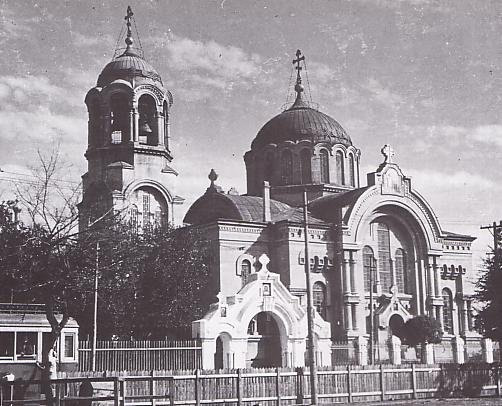
Igreja Ortodoxa Russa em Harbin (antes de 1945).

Um número considerável de anti-soviéticos russos agrupados em Belgrado, Berlim, Paris, Harbin, Istambul e Xangai, criando redes culturais e militares, duraram até a Segunda Guerra Mundial (por exemplo, a comunidade russa em Harbin e a comunidade russa em Xangai). Posteriormente a atividade russa branca encontrou um novo lar nos Estados Unidos.
Nas décadas de 1920 e 1930, várias organizações brancas foram formadas fora da Rússia, com a intenção de derrubar o governo soviético através de guerrilhas. Estes incluíam a Irmandade da Verdade Russa, e a Aliança Nacional dos Russos Solidários.
Corpos de cadetes russos foram fundados em vários países, a fim de preparar a próxima geração para a "Campanha da Primavera" (um termo cunhado por brancos emigrantes significando a renovação da sua campanha contra os bolcheviques). Um número significativo destes cadetes voluntariou-se para o serviço no Exército Russo durante a Segunda Guerra Mundial, quando os russos brancos pretendiam participar no Movimento Liberal Russo.
A historiografia soviética tende a pintar a Guerra Civil como, principalmente, uma guerra de intervenção estrangeira. Isso se deve ao fato de, aproveitando-se do verdadeiro caos em que o país se encontrava, as nações aliadas da I Guerra Mundial resolveram intervir a favor dos brancos (ver: Intervenção dos Aliados na Guerra Civil Russa). Tropas inglesas, francesas, americanas e japonesas desembarcaram tanto nas regiões ocidentais (Crimeia e Geórgia) como nas orientais (ocupação de Vladivostok e da Sibéria Oriental), tendo por objetivo derrubar o governo bolchevique. O movimento teria mais tarde uma forte influência nos exilados russos que influenciaram o anticomunismo ocidental. O movimento influencia o supremacismo branco até o século XXI.